# 考塞特
31°39′S 68°17′W / 31.650°S 68.283°W

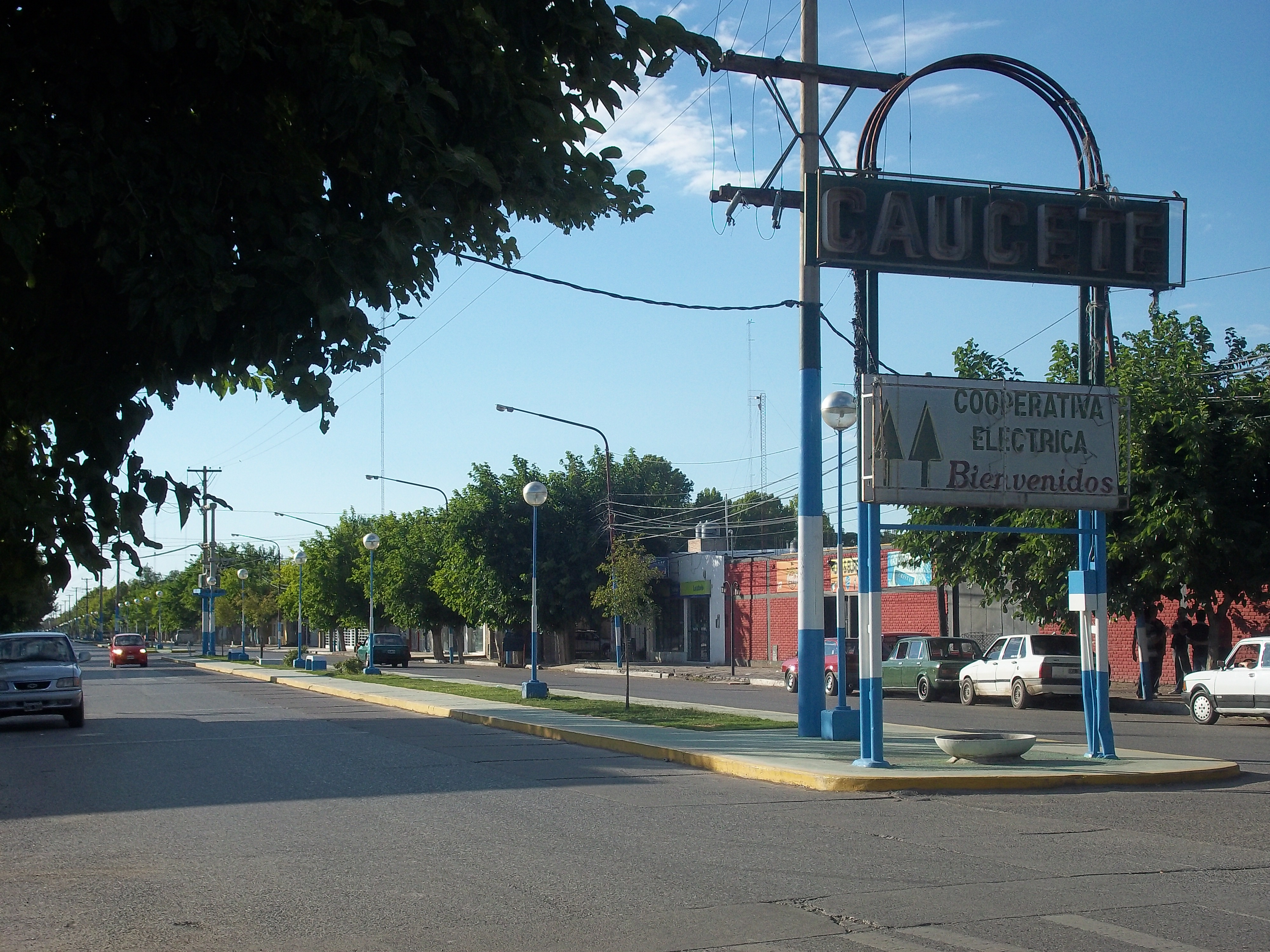
考塞特

考塞特（西班牙語：Caucete），是阿根廷的城市，位於該國西北部聖胡安省，是考塞特縣的首府，處於聖胡安東南面25公里，該城鎮海拔高度570米，2012年人口30,031。